# Lepidotheca brochi
Lepidotheca brochi is een hydroïdpoliep uit de familie Stylasteridae. De poliep komt uit het geslacht Lepidotheca. Lepidotheca brochi werd in 1986 voor het eerst wetenschappelijk beschreven door Cairns. 